# Ньордлинген
Ньордлинген (на немски: Nördlingen) е град в Германия. Намира се в провинция Бавария. Първите сведения за града датират от 85 г., когато тук е построена римска крепост. Шосеен и жп транспортен възел. От жп гарата на север се пътува към Вюрцбург, а на юг към Аугсбург и Мюнхен. Населението му е 20 674 души от преброяването на 31 декември 2006 г.

## Личности, родени в Ньордлинген
- Герд Мюлер (р. 1945), известен германски футболист